# Ткачук Ярослава Юріївна
Ярослава Юріївна Ткачук (29 січня 1957 р., с. Березово, Хустський р-н, Закарпатська область) — український мистецтвознавець, генеральний директор Національного музею Гуцульщини та Покуття імені Й. Кобринського у Коломиї. Заслужений працівник культури України. Член Національної спілки майстрів народного мистецтва України. Кавалер Ордена княгині Ольги.  

## Трудова та наукова діяльність
Закінчила Львівський державний університет імені І. Франка у 1979 році за спеціальністю теле-радіо журналіст.
Працювала у науковій бібліотеці Ужгородського державного університету (1979 р.), у Хустському відділі Закарпатського обласного краєзнавчого музею (1980—1981). У Коломийському музеї народного мистецтва Гуцульщини (нині — Національний музей народного мистецтва Гуцульщини та Покуття імені Й. Кобринського) працює з 1981 року, спочатку молодшим науковим, згодом старшим науковим працівником, а з 1987 року — завідувач відділу тканини. Очолила згаданий заклад у 1992 році.
За час роботи на посаді керівника сформувала своє бачення роботи Музею та досягла значних успіхів у розвитку роботи та популяризації діяльності цього закладу культури. Так, Музей, одним із перших у незалежній Україні серед установ такого типу розпочав власну видавничу діяльність, вийшов на міжнародний рівень, увійшов до складу Міжнародної ради музеїв ICOM, здобув партнерів серед низки закордонних музеїв та організацій, з якими веде активну науково-освітню та виставкову діяльність (Франція, Німеччина, Польща, Словаччина, Австрія). За час її керівництва Національний музей Гуцульщини та Покуття імені Й. Кобринського став відомим та найбільш відвідуваним музейним закладом не лише Івано-Франківщини, Західної України та України в цілому, а й світу. Чисельний показник відвідувачів музею становить 160—200 тис. щорічно, а географія відвідувачів представлена понад 50 країнами світу.
У 2009 році за вагомий внесок музею у розвиток музейної справи, вивчення, збереження та популяризацію традиційного народного мистецтва Карпатського регіону та його активну міжнародну діяльність Указом Президента України Віктора Ющенка №837/2009 Коломийському музею народного мистецтва Гуцульщини та Покуття імені Й. Кобринського надано статус національного.
У 2000 році Ярослава Ткачук зініціювала будівництво нового приміщення для музею писанкового розпису, який є філією Національного музею, і тепер ця оригінальна споруда є одним із найбільш відвідуваних музеїв в Україні, яскравою візитівкою Прикарпаття та об'єктом, що потрапив у перелік 7 чудес України.
Під керівництвом Ярослави Ткачук створено постійну експозицію творів сакрального мистецтва, відкрито меморіальну кімнату письменника та громадського діяча Андрія Чайковського, повернуто в Україну ім'я забутого художника, забороненого в радянський час, Василя Петрука. Завдяки досвіду, отриманому в Австрії, Польщі, Німеччині, Франції та Сполучених Штатах Америки вдалося впровадити нові ефективні форми роботи у науково-освітній, виставковій та популяризаційній сферах.
Важливою ланкою діяльністю установи, очолюваної Ярославою Ткачук, видавнича справа. Так, у 1993 році нею започатковане видання музейного журналу «Народний Дім», а з 2004 року — серія «Творчі особистості Західної України». Вперше в українському перекладі вийшла книга о. Софрона Витвицького «Історичний нарис про гуцулів» (перше дослідження про Гуцульщину, що побачило світ у 1863 р.). Виданий музеєм переклад праці Маркелія Туркавського «Етнографічна виставка у Коломиї» (1880) став документальним джерелом, що дає відповіді на численні запитання щодо історії вивчення Гуцульщини та Покуття наприкінці ХІХ ст. Творча постать польського письменника Станіслава Вінценза, що писав про Гуцульщину, вперше в Україні подана у збірнику «Вінцензіана. Статті, листи, фрагменти творів», куди увійшла вся відома україністика про письменника, який до 1990 року в Україні був заборонений. У тісній співпраці з Інститутом колекціонерства мистецьких пам'яток при НТШ, музей презентував свої унікальні збірки в альбомах «Народна ікона на склі», «Гуцульські та покутські свічники-трійці», «Дерев'яна скульптура Галичини XVII—XIX ст.», «Гуцульські художні вироби з металу». Завдяки старанням Ярослави Ткачук, у видавництві «Родовід» за сприяння Французького культурного центру в Україні вийшло мистецьке видання «Гуцульська вишивка», де впервше подано панораму найтиповіших автентичних зразків вишивок з колекції Національного музею народного мистецтва Гуцульщини та Покуття імені Й. Кобринського.
Ярослава Ткачук — ініціатор проведення низки міжнародних наукових конференцій, присвячених питанням дослідження історії, письменства, фольклору, мистецтва, музикознавства гуцульського та покутського регіонів. Вона — автор понад 200 наукових статей, доповідей та рефератів у різних вітчизняних збірниках, енциклопедичних словниках, наукових та популяризаційних виданнях.
Музейні виставки, експозиції, видання та музейна WEB-сторінка, завдяки керівництву Ярослави Ткачук отримують найвищі оцінки як пересічних шанувальників мистецтва, так і фахівців.

## Вагомі нагороди та відзнаки
Заслужений працівник культури України
Орден княгині Ольги ІІІ та ІІ ступенів
Член Національної спілки народних майстрів України
Лауреат Премії імені Героя України Михайла Сікорського (2014) 
Лауреат Премії імені Івана Вагилевича
Відзначена дипломами та грамотами Всеукраїнського Товариства «Просвіта» імені Тараса Шевченка, Почесним знаком голови Івано-Франківської ОДА та голови Івано-Франківської облради з нагоди 200-ліття Різдва Христового, Подякою Президента України, Почесною відзнакою Міністерства культури і мистецтв України.